# إميليو كورديرو
إميليو كورديرو (بالإنجليزية: Emilio Cordero) هو لاعب كرة قدم أمريكي في مركز الدفاع، ولد في 7 فبراير 1994 في Guaynabo, Puerto Rico ‏ في الولايات المتحدة. شارك مع منتخب بورتوريكو تحت 20 سنة لكرة القدم ومنتخب بورتوريكو لكرة القدم. أما مع النوادي، فقد لعب مع Pittsburgh Panthers ‏.

## وصلات خارجية
- إميليو كورديرو على موقع قاعدة بيانات كرة القدم.إي يو (الإنجليزية)
- إميليو كورديرو على موقع ناشيونال فوتبول تيمز (الإنجليزية)